# Diagnostyka medyczna
Diagnostyka medyczna (z gr. διαγνωστικός, diágnōstikós, umiejący rozpoznawać) – nauka o sposobach rozpoznawania chorób na podstawie ich objawów, badania lekarskiego podmiotowego i przedmiotowego, oraz wyników badań dodatkowych.
Diagnozę (rozpoznanie) stawia się na podstawie:
- badania podmiotowego (wywiad lekarski odnośnie do charakteru, czasu trwania i rodzaju dolegliwości)[2][3]
- badania przedmiotowego (fizykalna ocena stanu chorego za pomocą oglądania, palpacji (obmacywanie), opukiwania i osłuchiwania z użyciem rąk, oraz prostych, nieinwazyjnych narzędzi, np. słuchawki lekarskie, aparat do mierzenia ciśnienia krwi[2][3]
- badań dodatkowych, do których należą:
  - badania fragmentów tkanek (w tym krwi), wydzielin i wydalin
  - badania obrazowe
  - badania endoskopowe